# سرگر (فیروزآباد)
سرگر (فیروزآباد)، روستایی از توابع بخش مرکزی شهرستان فیروزآباد در استان فارس ایران است.

## جمعیت
این روستا در دهستان احمدآباد قرار دارد و براساس سرشماری مرکز آمار ایران در سال ۱۳۸۵، جمعیت آن ۹۳۱ نفر (۲۰۸خانوار) بوده است.